# Johan Wilhelm Heinrich Giess
Johan Wilhelm Heinrich Giess, surnommé Willi Giess, né le 21 février 1910 à Francfort-sur-le-Main en Allemagne et mort le 28 septembre 2000 à Swakopmund en Namibie, est un botaniste de double nationalité allemande et namibienne . Il est connu pour avoir créé l'herbarium officiel de Windhoek, en 1953, son imposante collection de plantes namibiennes et son savoir étendu sur la botanique de Namibie.

## Biographie
Arrivé dans le Sud-Ouest africain avec ses parents, le 4 février 1926, Giess est attiré par l'univers rural et décide d'entrer à l'Agricultural College of Neudamm (École d'agriculture de Neudamm), proche de Windhoek. De 1931 à 1933, il travaille à l'Institut d'élevage animalier de l'Université de Halle, en Allemagne, où il se spécialise dans l'élevage de karakul. À son retour en Afrique, il gère une ferme élevant des karakuls avant de s'établir à son compte, en 1937, et d'acquérir son exploitation à Dornfontein Süd.
Lorsque la Seconde Guerre mondiale éclate, les Allemands sont internés dans un camp appelé Andalusia en Afrique du Sud (aujourd'hui connu sous le nom de Jan Kempdorp (en)). Pendant son internement, Willi Giess étudie la botanique avec le professeur Otto Heinrich Volk qui dispense des cours dans le camp. Au sortir de la guerre, cet enseignement en sciences diverses a été reconnu comme équivalent à un niveau universitaire ,.
En complément, le professeur Volk enseignait la botanique pratique en élaborant un herbarium regroupant les plantes que l'on trouvait dans le périmètre du camp. Les étudiants ont également dû produire un livret indiquant les genres des plantes ainsi collectées. Cet ouvrage intitulé  Bestimmungschlüssel für Südwest-Afrikanische Grasgattungen a été illustré par des gravures sur bois de Willi Giess et mis sous presse avec du plomb récupéré des tubes de dentifrice. Certains de ces éléments sont gardés au Musée de Swakopmund.
Immédiatement après sa libération, Giess est embauché comme collecteur de plantes par l'Université de Stellenbosch où sa formation de terrain lui a est bien utile.  En 1953, il obtient le poste de conservateur à l'herbarium national de Windhoek.
Le noyau du nouvel herbarium résulte d'une donation de 2.000 spécimens généreusement mis à disposition par le Professeur Heinrich Walter, l'initiateur du projet de l'Université de Hohenheim. Giess passe quatre ans à établir l'infrastructure de l'herbarium, tout en continuant à travailler à sa ferme. Lorsque la gestion de l'herbarium est confiée à l'administration du Sud-ouest africain, en 1957, il est nommé conservateur permanent, poste qu'il occupe jusqu'à sa retraite en 1975.
Durant sa collaboration avec l'herbarium, Willi Giess a collecté quelque 18 750 spécimens de plantes, soigneusement étiquetées et conservées au BM, K, LUA, M, NBG, P, PRE and WIND. Ses explorations sur le terrain l'ont mené à travers toute la Namibie, y compris des régions reculées telles que la zone de l'Okavango, du massif du Brandberg, Lüderitz, des montagnes d'Erongo et le désert de Kaokoveld. 
Il est le rédacteur-fondateur du journal botanique appelée Dinteria (paru de 1968 à 1991), a compilé a Preliminary Vegetation Map of South West Africa (1971)  et Bibliography of South West African Botany (1989) . 

## Récompenses et Honneurs
- 1968 : Médaille linnéenne (argent) décernée par l'Académie royales des sciences
- 1980 : Médaille d'or décernée par l'Académie sud-africaine des sciences
- 1980 : Reconnu par l'Académie bavaroise des sciences pour sa contribution au Merxmüller's Prodromus einer Flora von Südwestafrika

Le nom de Giess a été donné à de nombreuses espèces de plantes, un coléoptère et un termite. Ce botaniste est cité sous le nom de Giess dans la liste des abréviations d'auteur en taxinomie végétale .